# Cam Brown
Cameron Courtney Brown (Silver Spring, Maryland, 1 de abril de 1998) más conocido como Cam Brown, es un jugador profesional estadounidense de fútbol americano que se desempeña en la posición de linebacker en New York Giants, equipo de la National Football League (NFL).

## Carrera
Fue seleccionado en la sexta ronda en la Reunión Anual de Selección de Jugadores de la NFL de 2020. Hizo su debut profesional con el equipo New York Giants, donde lleva jugando cuatro temporadas.